# Postzugraub

Karte mit der Signalbrücke Sears Crossing, der Bridego-Brücke und der Leatherslade Farm, dem Versteck der Posträuber

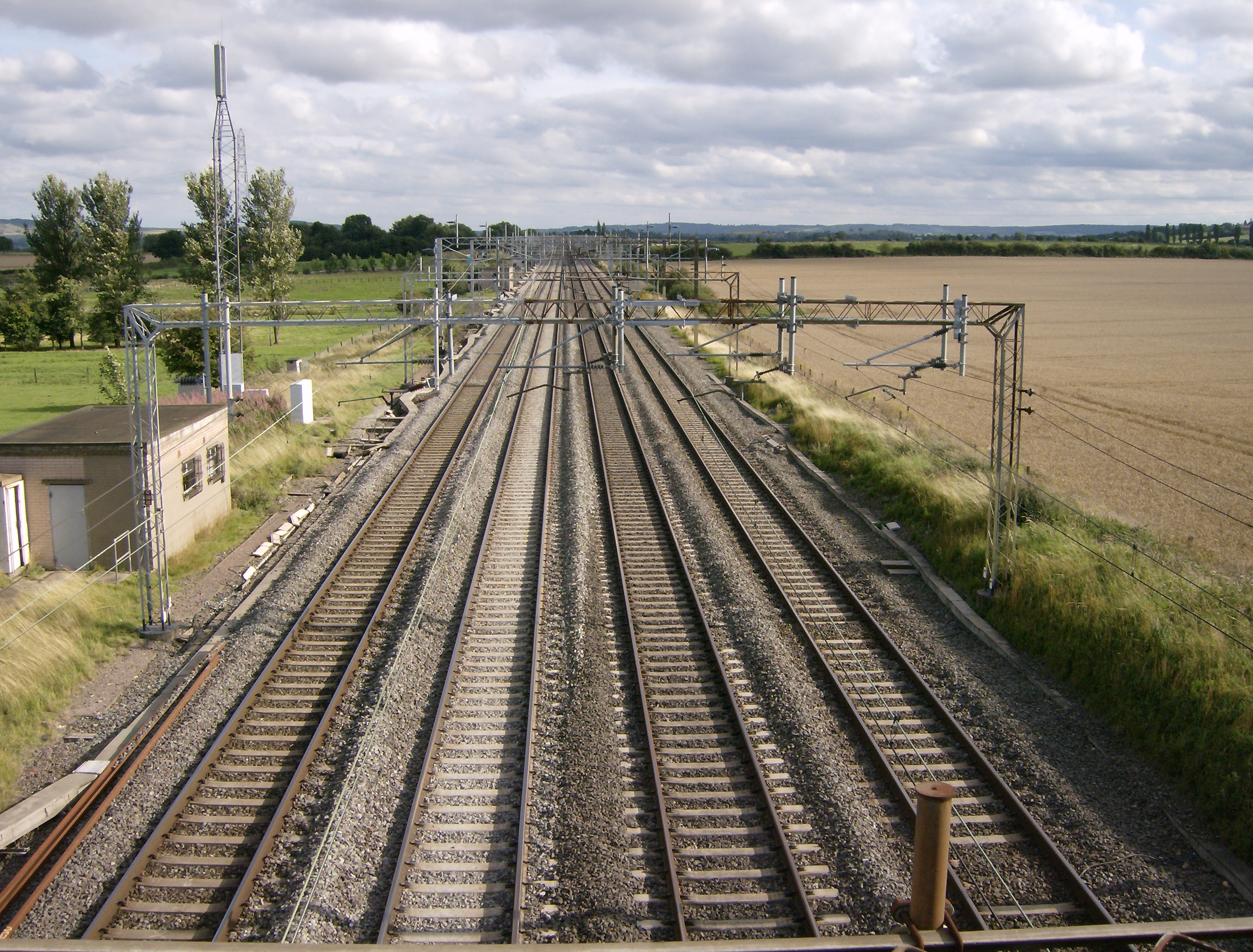
Ansicht von einem Fußweg nahe Ledburn, Buckinghamshire über die West Coast Main Line in Richtung Sears Crossing, wo die Räuber die Kontrolle über den Postzug am 8. August 1963 übernahmen. (Foto vom 15. August 2009)

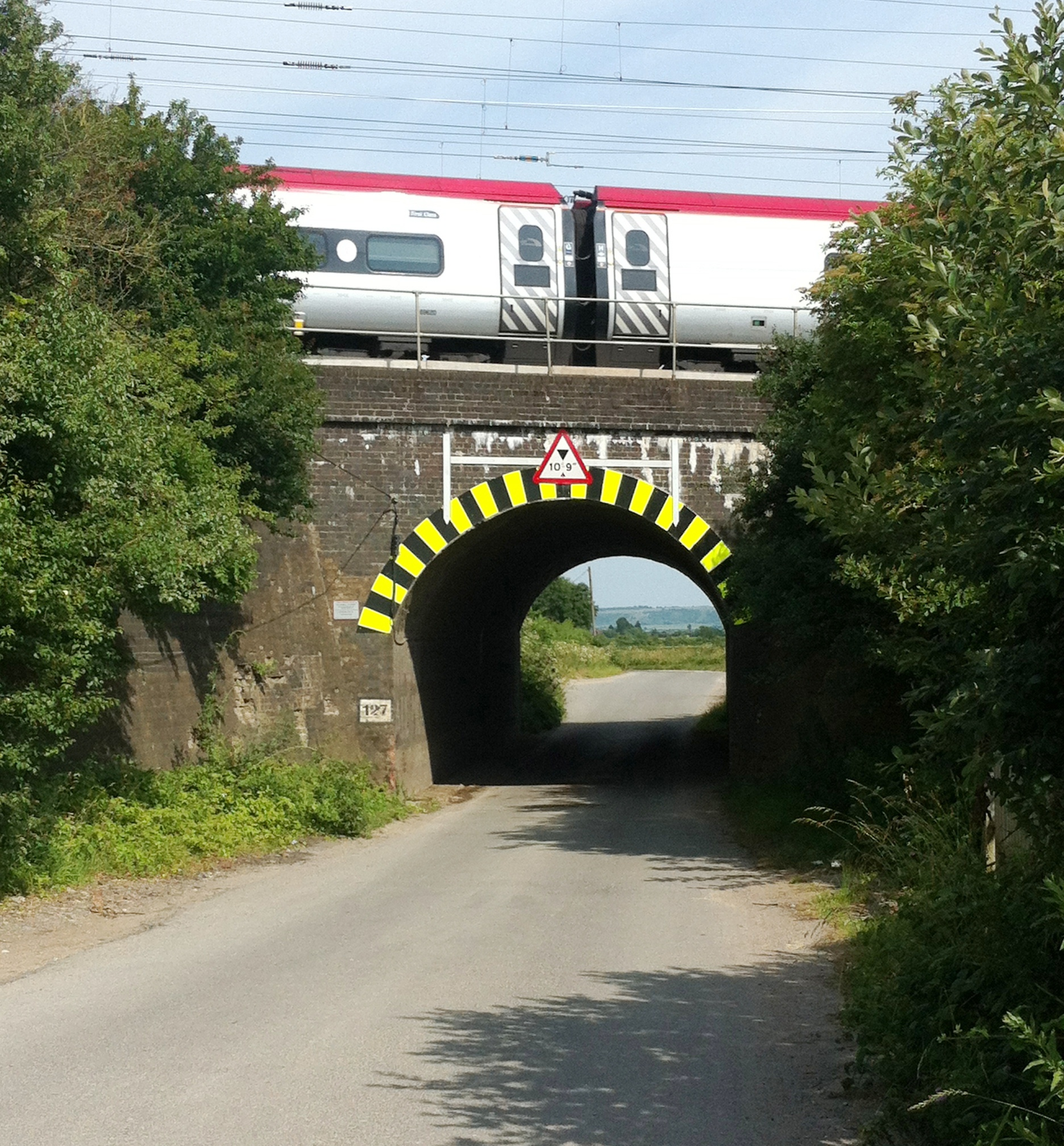
An der Bridego-Brücke (seit 2013 Mentmore Bridge) wurden die Geldsäcke in die Fluchtfahrzeuge umgeladen. (Foto vom Juli 2013)

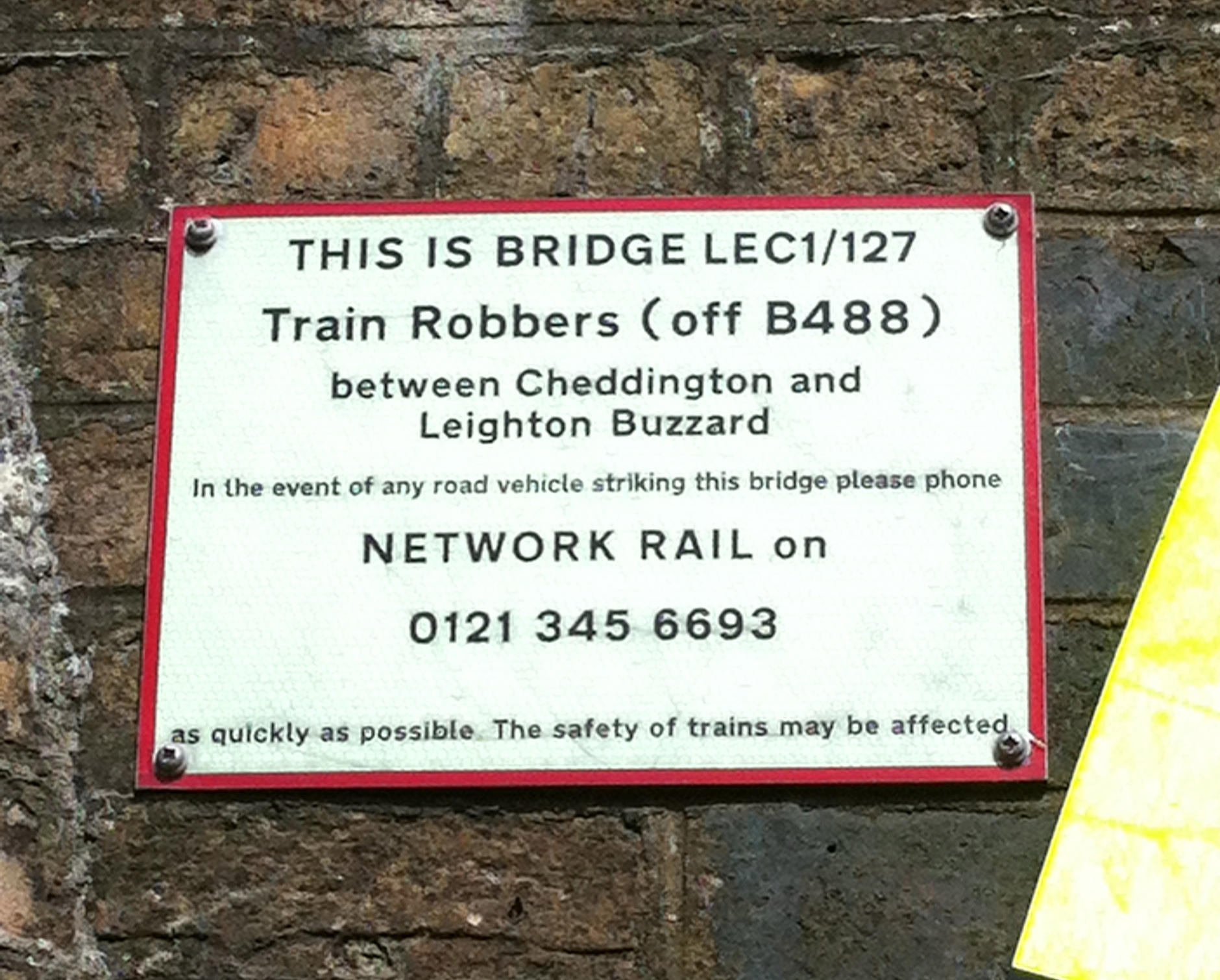
Schild an der Robbers Bridge (auch bekannt als Bridego Bridge) in der Nähe von Ledburn, Buckinghamshire (Foto vom 14. Juli 2013)

Der Große Postzugraub (englisch The Great Train Robbery) ist die Bezeichnung eines am 8. August 1963 auf den Postzug der britischen Royal Mail bei Mentmore (in der englischen Grafschaft Buckinghamshire) verübten Überfalls. Die verantwortliche Bande erbeutete dabei 2.631.684 £ (nach heutigem Wert etwa 74 Millionen £ bzw. 85  Millionen  €).

## Ablauf des Zugüberfalls
Gegen 3 Uhr nachts brachte die Bande den vom Hauptbahnhof in Glasgow zum Bahnhof von London-Euston fahrenden Postzug der West Coast Main Line an einer abgelegenen Stelle, dem Sears Crossing nördlich von Cheddington, (51° 53′ 23″ N, 0° 40′ 23″ W) durch ein manipuliertes Signal zum Stehen. Sie hatten über die grüne Signallaterne einen Handschuh gezogen, während sie die rote mit einer Batterie versorgten. Anschließend stürmten sie die Lokomotive, in der der Lokführer Jack Mills durch einen Schlag mit einer Eisenstange auf den Kopf niedergeschlagen wurde.
Das überraschte Zugpersonal wurde festgesetzt und die beiden hinter der Lokomotive befindlichen Gepäckwagen mit den Geldsäcken vom übrigen Zug abgekuppelt. Weil der von der Bande angeheuerte pensionierte Lokführer nicht mit der neuartigen dieselelektrischen Lokomotive (Nr. D326 der Baureihe English Electric Type 4; ab 1973 BR-Klasse BR 40) vertraut war, konnte er sie nicht in Bewegung setzen. Daher wurde der bewusstlose Mills wachgerüttelt und gezwungen, die Lokomotive mit dem Gepäckwagen zur vorgesehenen Stelle zu fahren. Er fuhr rund 1200 Meter weiter nach Süden bis zur Bridego Bridge (51° 52′ 44,7″ N, 0° 40′ 10,1″ W). Der Rest der Bande wartete mit einem Lieferwagen an der Brücke. Mit Axt und Brecheisen wurde die Tür am hinteren Teil des Wagens aufgebrochen. Die Bande hatte lediglich 15 Minuten Zeit, um so viele Postsäcke wie möglich auszuladen. Anschließend fuhren sie mit dem Lieferwagen und zwei Landrovern über Landstraßen zur 27 Kilometer entfernten Leatherslade Farm (51° 48′ 23″ N, 1° 3′ 11″ W), einem abgelegenen Bauernhof östlich von Oakley.
Die Bande hatte die Streckenfernsprechleitung unterbrochen und erst gegen 4:30 Uhr morgens erreichte ein Mitarbeiter der Royal Mail den Bahnhof Cheddington, um die Polizei zu alarmieren.
Anführer der Bande war der damals 31-jährige Bruce Reynolds. Als gesichert gilt außerdem die Teilnahme von Ronald Biggs, Buster Edwards, Roger Cordrey, John Daly, Gordon Goody, Jimmy Hussey, Roy James, Robert Welch, Jimmy White, Charlie Wilson und Tommy Wisbey. Mindestens drei weitere Personen, darunter der pensionierte Lokführer, waren ebenfalls am Tatort, konnten aber nie ermittelt werden. Bei dem minutiös vorbereiteten Überfall wurden keine Schusswaffen eingesetzt. Der von der Bande überwältigte Lokführer Mills konnte sich psychisch nie wieder vollständig von dem Überfall erholen und kehrte nicht mehr zu seiner Arbeit zurück. Er starb 1970 an Leukämie.

## Ermittlungen und Fahndungserfolg
Vier Tage lang suchte die Polizei vergeblich nach einer heißen Spur, weil die Täter bei dem Überfall Handschuhe und Masken trugen und die Beute schnell zu ihrem Versteck abtransportierten. Dieses lag nahe genug an der Überfallstelle, um es vor der Errichtung von polizeilichen Straßensperren erreichen zu können. Außerdem waren weder alle Bandenmitglieder noch deren Familien in sämtliche Details eingeweiht.
Dennoch wurden innerhalb weniger Monate zwölf Bandenmitglieder gefasst, nachdem die Polizei am fünften Tag nach dem Raub nach Hinweisen aus der Bevölkerung ihren – gerade verlassenen – Unterschlupf Leatherslade Farm entdeckt und dort zahlreiche Fingerabdrücke und andere Spuren sichergestellt hatte. Auch die Strohmänner John Wheater, Leonard Field und Brian Field, die den Bauernhof im Auftrag der Bande angekauft hatten, wurden verhaftet. Hinzu kam William Boal, der gemeinsam mit Cordrey auf der Flucht festgenommen worden war und sich bei der Vernehmung in Widersprüche verwickelt hatte.

## Prozess
Im bis dahin längsten Prozess der britischen Justizgeschichte wurden die Verhafteten 1964 in Aylesbury zu meist drakonischen Haftstrafen verurteilt. Biggs, Goody, Hussey, James, Welch, Wilson und Wisbey erhielten jeweils 30 Jahre, Boal und Cordrey 14 Jahre, Brian und Leonard Field je fünf Jahre und Wheater drei Jahre Haft. Lediglich John Daly, der Schwager von Bruce Reynolds, wurde mangels Beweisen freigesprochen. Boal starb 1968 während der Haft. Die meisten anderen Bandenmitglieder saßen ihre Haftstrafen entweder ab oder kamen Mitte der 1970er Jahre im Zuge einer Strafrechtsreform frei. Ronald Biggs und Charlie Wilson gelang die Flucht.

## Flucht von Biggs, Edwards, Reynolds und Wilson
Charlie Wilson floh zuerst nach Mexiko, dort traf er mit Reynolds und später auch mit Edwards zusammen. Er ging dann nach Kanada und lebte außerhalb Montreals in der Ortschaft Rigaud in einer Wohngegend der gehobenen Mittelschicht. Er blieb unentdeckt, bis seine Ehefrau den Fehler machte, ihre Eltern in Großbritannien anzurufen, so dass Scotland Yard seine Spur verfolgen konnte.
Bruce Reynolds gelang die Flucht über Südfrankreich nach Mexiko, wo er eine Weile gemeinsam mit Buster Edwards lebte. 1968 wurde er bei einem Aufenthalt in Großbritannien verhaftet und saß bis 1978 im Gefängnis. Buster Edwards war schon vorher aus Heimweh nach Großbritannien zurückgekehrt und verhaftet worden. Er betrieb nach Verbüßung seiner Haft einen Blumenladen in London.
Nach 15 Monaten floh Biggs aus dem Gefängnis. Nachdem er sich in Paris gefälschte Papiere beschafft hatte und sein Gesicht verändern ließ, reiste er mit seiner Ehefrau Charmian und seinen zwei Söhnen nach Australien und von dort alleine weiter nach Rio de Janeiro, wo er mit den letzten 200 £ ankam. Als man ihn schließlich auch dort 1974 nach elf Jahren der Flucht ausfindig machte, konnte er den britischen Strafverfolgungsbehörden nicht ausgeliefert werden, da die britische Regierung nicht der Reziprozität zustimmte, d. h. im umgekehrten Falle jemanden aus dem Vereinigten Königreich nach Brasilien auszuliefern. Des Weiteren erwartete die einheimische Stripperin Raimunda de Castro ein Kind von Biggs, und so durfte er nicht aus Brasilien ausgewiesen werden. Getauft wurde der Sohn auf den Namen Michael. Der inzwischen völlig mittellose Biggs, der wegen seines Status als Verbrecher auch in Brasilien nicht arbeiten konnte, nutzte seine vorübergehend wiederkehrende Popularität für den Verkauf von T-Shirts und Kaffeebechern mit seinem Konterfei. Für 60 $ konnte man mit ihm zusammen frühstücken. Biggs nahm mit der britischen Punkband Sex Pistols 1978, kurz nachdem Johnny Rotten die Band verlassen hatte, das Album The Great Rock ’n’ Roll Swindle und das Lied No One Is Innocent (zu deutsch Niemand ist unschuldig) auf. Außerdem spielte er in der gleichnamigen „Pistols-Dokumentation“ The Great Rock ’n’ Roll Swindle von 1980 unter der Regie von Julien Temple sich selbst als „The Exile“. Nach eigener Aussage hat Ronny Biggs allerdings die vereinbarte Gage für die Zusammenarbeit mit den Sex Pistols nie erhalten.
1991 nahm Biggs mit der Deutschen Punk- und Rockband Die Toten Hosen die Single Carnival In Rio (Punk Was) für deren Album Learning English Lesson One auf und feierte mit ihnen seinen 62. Geburtstag.
Nach mehreren Schlaganfällen und Herzinfarkten erklärte sich Biggs im Alter von 71 Jahren im Mai 2001 bereit, nach Großbritannien zurückzukehren, selbst wenn das seine erneute Inhaftierung bedeute. Nachdem die Zeitung The Sun ihm seinen Rückflug, 20.000 £ und verschiedene Auslagen gezahlt hatte, kehrte er ins Vereinigte Königreich zurück und wurde erneut inhaftiert. Am 6. August 2009 wurde er auf Grund seiner schlechten Gesundheit wieder auf freien Fuß gesetzt. Er starb am 18. Dezember 2013 im Alter von 84 Jahren.

## Sonstiges
Einer der beteiligten Postwagen des zurückgebliebenen Zuges, der jedoch beim eigentlichen Überfall keine Rolle spielte, wird im Birmingham Railway Museum präsentiert. Der überfallene Wagen M30204M wurde sieben Jahre nach dem Überfall auf einem Schrottplatz bei Norwich verbrannt, um ihn nicht Souvenirjägern zu überlassen. Die Lokomotive des Zuges wurde 1984 in Doncaster verschrottet.
Den Posträubern kam entgegen, dass der ursprünglich vorgesehene Hochsicherheitswagen gerade im Ausbesserungswerk war.
1978 verkauften die bereits entlassenen Posträuber ihre Geschichte an einen Verlag und behaupteten in dem von Piers Paul Read verfassten Buch The Train Robbers zunächst, die Organisation der ehemaligen SS-Angehörigen ODESSA habe den Raub finanziert, zogen diese Darstellung aber noch vor Veröffentlichung des Buches wieder als frei erfunden zurück. Auch der zweiten „Enthüllung“, Buster Edwards sei der Mann gewesen, der den Lokführer niedergeschlagen habe, wurde später vehement von anderen Posträubern widersprochen.
Als gesichert gilt, dass der Raub über ein Jahr lang geplant und zumindest indirekt aus der Beute eines Überfalls auf die Lohnkasse der Fluggesellschaft BOAC 1962 finanziert wurde.
Zwei der Posträuber versuchten sich als Autoren: Ronnie Biggs (Odd Man Out) und Bruce Reynolds (Autobiography of a Thief) schilderten in ihren Büchern jeweils auch den Ablauf des Postraubes, vermieden es aber, bislang unbekannte Details oder Namen zu enthüllen.
Von den gestohlenen 2.631.684 Pfund konnten nur rund 330.000 wiedergefunden werden: 146.000 hatten Boal und Cordrey bei ihrer Festnahme in Bornemouth bei sich, 100.900 wurden auf einer Lichtung gefunden, 47.245 in einer Telefonzelle, 36.000 im Wohnwagen von Jimmy White. Größtenteils waren die Banknoten (1-Pfund, 5-Pfund- und 10-Shilling-Scheine) nicht registriert, somit lassen sich spätere Funde nicht zuordnen. Es muss angenommen werden, dass insbesondere die länger flüchtigen Biggs, Reynolds, Edwards und Charlie Wilson einen großen Teil ihres Anteils für ihre aufwendigen Fluchtpläne ausgegeben haben. Doch auch die anderen mussten in den Wochen bis zu ihrer Verhaftung hohe Schweigegelder zahlen oder wurden selbst bestohlen.
Die Fluggesellschaft Ryanair benutzte die Geschichte im Frühjahr 2007, um in einer steuerrechtlichen Auseinandersetzung mit dem britischen Schatzkanzler und designierten Premierminister Gordon Brown eine Parallele zwischen „Greedy Gordon“ Brown und den Zugräubern zu ziehen. In einer Anzeige in Tageszeitungen wurde der Schatzkanzler als Karikatur mit einem Geldsack in der Hand dargestellt als „der große Flugzeugräuber“. Dazu veröffentlichte die Fluggesellschaft eine Presseerklärung.

## Film
- Der Postzugraub veranlasste Rialto Film, ein bereits Anfang 1963 verfasstes Drehbuch nach dem Edgar-Wallace-Roman „Zimmer 13“ umzuschreiben und einen Postzugüberfall in die Handlung einzuarbeiten.
- 1965 wurde der Postzugraub in Deutschland unter dem Titel Die Gentlemen bitten zur Kasse mit Horst Tappert als „Michael Donegan“ (Bruce Reynolds), Hans Cossy und Günther Neutze in einem Dreiteiler verfilmt.
- Der Film Das Superhirn von 1969 wurde vom Postzugraub inspiriert.
- 1988 verfilmte Regisseur Lech Majewski den Großen Postzugraub unter dem Namen Prisoner of Rio. Die Filmmusik komponierte u. a. Hans Zimmer, am Drehbuch schrieb Ronald Biggs selber mit und er spielte auch eine kleine Nebenrolle. Der Film erschien in Deutschland unter dem Namen Gefangen in Rio.
- Die Geschichte Buster Edwards’, der nach Mexiko floh, sich aber später den Behörden stellte, wurde 1988 im Film Buster verarbeitet, in dem Phil Collins die Hauptrolle übernahm.
- Die Gentlemen baten zur Kasse. Die wahre Geschichte des legendären Postzugraubs, eine zweiteilige Dokumentation bei arte von 2013.
- 2013 erschien der britische Fernseh-Zweiteiler Der große Eisenbahnraub 1963 mit den Episoden A Robber’s Tale und A Copper’s Tale über den Überfall.[5] Beide wurden am 12. Dezember 2021 in einer Zweikanalton-Fassung als Der große Eisenbahnraub 1963 auf dem Sender One ausgestrahlt.